# Ischnothele goloboffi
Ischnothele goloboffi är en spindelart som beskrevs av Coyle 1995. Ischnothele goloboffi ingår i släktet Ischnothele och familjen Dipluridae.
Artens utbredningsområde är Peru. Inga underarter finns listade i Catalogue of Life.